# Hans Georg von Schnering
Hans Georg von Schnering (* 6. Juli 1931 in Ranis; † 22. Juli 2010 in Aidlingen) war ein deutscher Chemiker und Professor für Anorganische Chemie an der Universität Münster,
Hon. Professor an der Universität Stuttgart und Direktor am Max-Planck-Institut für Festkörperforschung.

## Leben
1931 als Sohn eines Arztes geboren, machte Schnering zunächst eine Bäckerlehre, bevor er 1951 das Studium der Chemie an der Universität Münster aufnahm. Seine Diplomarbeit legte er 1958 bei Wilhelm Klemm ab, seine Promotion zwei Jahre später bei Rudolf Hoppe. Schnering habilitierte 1964 an der Universität Münster mit dem Titel „Beiträge zur Chemie binärer und ternärer Halogeno- und Oxoverbindungen der Metalle“.
1966 wurde er ordentlicher Professor für spezielle Anorganische Chemie an der Universität Münster, 1975 folgte die Berufung zum Direktor am Max-Planck-Institut für Festkörperforschung in Stuttgart. Von 1990 bis zu seiner Emeritierung 1997 war er Professor an der Universität Frankfurt. Schnering starb 2010 in Aidlingen.

## Forschung
Arbeitsgebiete waren allgemein Struktur- und Festkörperchemie. Spezielle Beiträge erfolgten auf dem Gebiet der Strukturchemie von Verbindungen mit Metall-Metall-Bindungen, sowie zu Reaktionen von unedlen Metallen mit den Elementen der 13.–16. Gruppe. Weiterhin sind Beiträge zu Reaktionen von Polyanionen mit festen Stoffen, Hochtemperatur-Supraleitern und Valenzelektronendichten erfolgt.

## Auszeichnungen und Mitgliedschaften
Wissenschaftspreise
- Alfred-Stock-Gedächtnispreis (1981)

Mitgliedschaften und Ehrenämter
- Ehrendoktorwürde Dr. sci. h.c. der Universität Genf (1981)
- Ehrendoktorwürde Dr. rer. nat. h.c. der Technischen Hochschule Karlsruhe
- Ehrendoktorwürde Dr. rer. nat. h.c. der Universität Würzburg
- ordentliches Mitglied der Heidelberger Akademie der Wissenschaften (1983)
- Mitglied der Akademie der Naturforscher Leopoldina (1987)
- Mitglied der Academia Europaea (1993)[4]